# آلن بریج
آلن بریج (انگلیسی: Alan Burridge؛ زادهٔ ۸ اکتبر ۱۹۳۶) بازیکن کریکت، و بازیکن فوتبال اهل بریتانیا است.